# Роджеро, Ринальдо
Ринальдо Джузеппе Франческо Роджеро (итал. Rinaldo Giuseppe Francesco Roggero; 21 августа 1891, Савона, Лигурия — 7 июля 1966, Савона, Лигурия) — итальянский футболист, нападающий; тренер. Участник летних Олимпийских игр 1920 года.

## Биография
Ринальдо Роджеро родился 21 августа 1891 года в итальянском городе Савона.
Играл в футбол на позиции нападающего. На протяжении всей карьеры в 1913—1925 годах выступал за «Савону», в составе которой провёл в чемпионате Италии 101 матч, забил 14 мячей.
В 1920 году вошёл в состав сборной Италии по футболу на летних Олимпийских играх в Антверпене, занявшей 4-е место. Играл на позиции нападающего, участвовал в матче против сборной Норвегии (2:1 доп. вр.), мячей не забивал. Этот поединок стал для Роджеро единственным в составе сборной Италии.
По окончании игровой карьеры работал тренером. Возглавлял «Савону» в 1933—1938, 1939—1940, 1942—1943 и 1946—1947 годах.
Умер 7 июля 1966 года в Савоне.